# Грюбер, Генрих

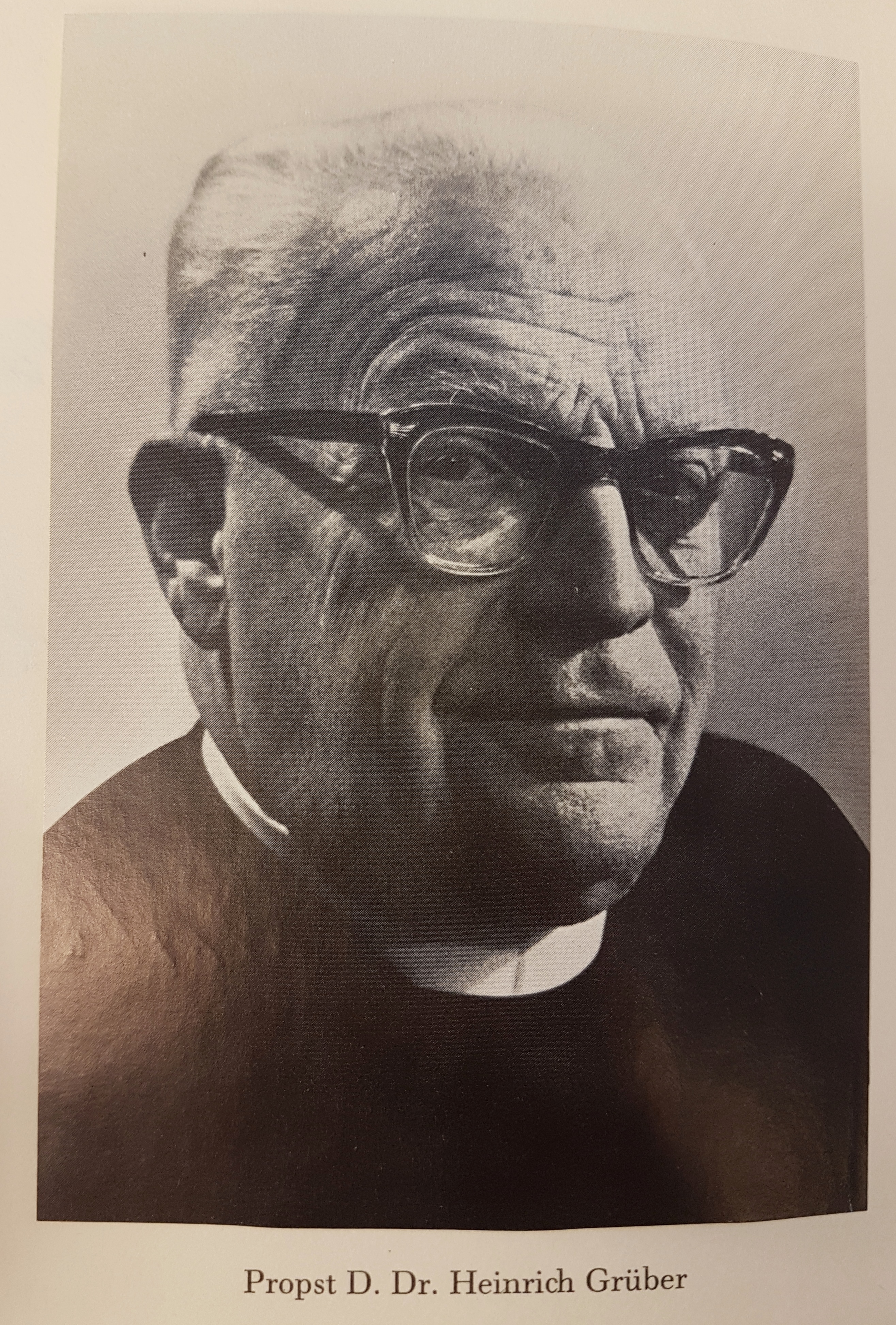

Генрих Карл Эрнст Грюбер (нем. Heinrich Karl Ernst Grüber; 24 июня 1891, Штольберг — 29 ноября 1975, Берлин) — немецкий протестантский богослов, пастор протестантской евангелической церкви, пацифист, один из противников нацизма в Германии, спасший более тысячи людей христианского и еврейского происхождения, помогая организовать им визы за рубеж, праведник народов мира.

## Биография

### Жизнь до 1933 года

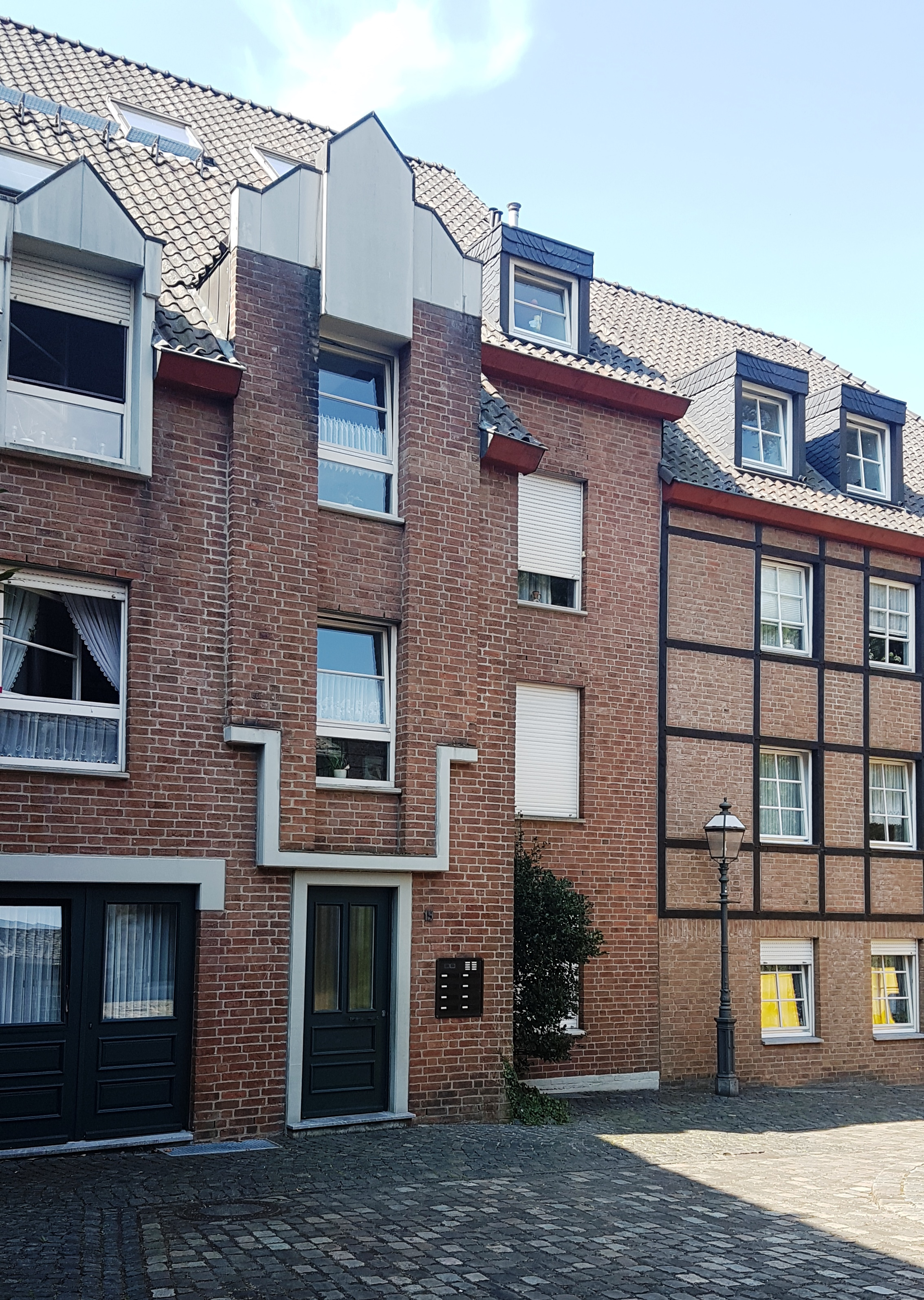
Место в г. Штольберг, на котором находился дом семьи Генриха Грюбера

Генрих Грюбер был старшим сыном Эрнста Грюбера, школьного учителя, воспитанного французским генералом. Отцу Грюбера было важно воспитывать сына в духе французского языка и культуры. Он рано вышел на пенсию в результате несчастного случая, и в семье были денежные проблемы. Мать Генриха родилась в городе Гюлпен-Виттем, Нидерланды, поэтому он также хорошо знал голландский язык и культуру. Семья жила в протестантской диаспоре, в то время как местное население исповедовало преимущественно католическую религию. В школьные годы Генрих Грюбер получил приз Министерства Культуры Пруссии за успехи в учёбе. В то время он был единственным протестантским учеником в своём классе. После окончания школы в Эшвайлере Грюбер изучал философию, историю и теологию в Бонне, Берлине и Утрехте.
В 1914 году Грюбер сдал свой первый экзамен по теологии в Berliner Domkandidatenstift. Благодаря его службе в Прусской унии, социальной работе в Штольберге и стипендии в Утрехте Грюберу отсрочили призыв в солдаты во время Первой мировой войны. С января 1915 до начала 1918 года Грюбер служил в полевой артиллерии. После этого он выучился на военного священника в Бонне. После Первой мировой войны Грюбер работал в социальных службах церкви, в частности, с 1926 года он руководил принадлежавшим диаконическому фонду Stephanus-Stiftung Waldhof в г. Темплин домом для детей и подростков с нарушениями поведения. Параллельно с этим, в 1927 году Грюбер наладил деятельность волонтёрской организации помощи безработным в регионе Уккермарк.

### Деятельность во время нацистского режима
Генрих Грюбер состоял в консервативной группировке, которая также поддерживала контакты со Стальным шлемом, союзом фронтовиков. После пришествия Гитлера к власти Грюбер общался с новым министром по вопросам труда Францем Зельдте. Хотя Грюбер и вступил в 1933 году в НСДАП, ему претила становившаяся всё более явной национал-социалистическая диктатура. Он присоединился к Пасторскому союзу (см. Движение Сопротивления (Германия) — не в последнюю очередь потому, что «параграф арийцев» национал-социалистов затрагивал и христиан еврейского происхождения.
2 февраля 1934 года попечительский совет Берлинского кафедрального собора, невзирая на протесты других церковных советов, назначил Генриха Грюбера пастором общины протестантской церкви Христа (см. Jesuskirche) в берлинском районе Каульсдорф. Тем самым Грюбер был обречён на проблемы. Немецкие христиане жаловались на Грюбера в Консистории из-за его критики в адрес прусского епископа Людвига Мюллера, в то время как прихожане общины, состоявшие в национал-социалистической партии, доносили на Грюбера в Гестапо за его критику стерилизационных законов национал-социалистов и государственного антисемитизма.
Службы Грюбера в церкви Христа отличались и тем, что он проповедовал против культа личности Гитлера, растущего вооружения Германии и антисемитизма.

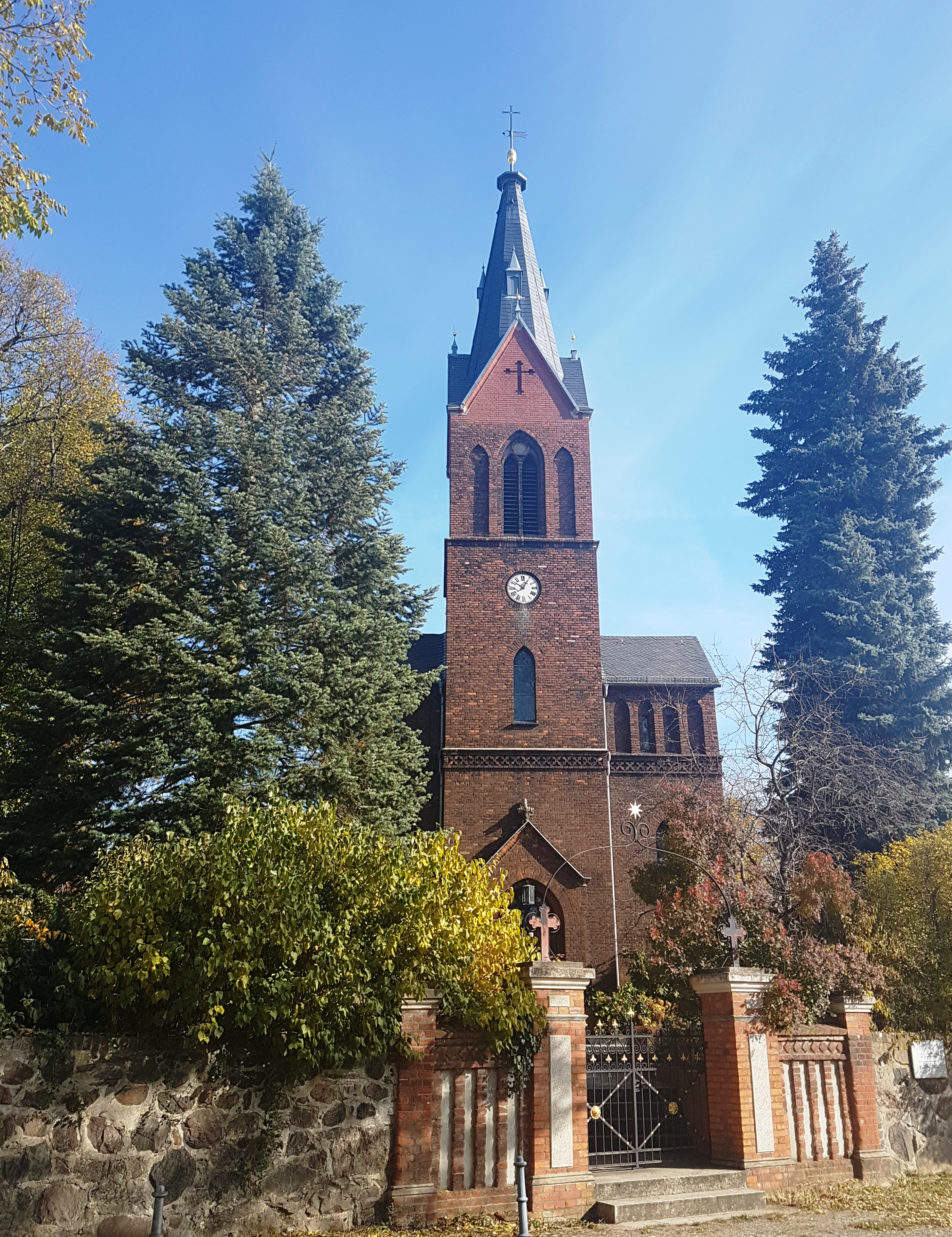
Церковь Христа в берлинском районе Каульсдорф, фото 2018 г.

Грюбер начал создавать исповедническую общину (общину сопротивления) так называемой Исповедующей церкви в Каульсдорфе. Назначение Грюбера пастором стало известно приверженцам Исповедующей церкви других общин в Берлине, и многие приходили на его воскресные службы в Церковь Христа. 22 декабря 1934 года Грюбер получил членский билет Исповедующей церкви, также известный как «Красная Карта» из-за своего цвета, в районе Каульсдорф. Генрих Грюбер способствовал созданию других общин Исповедующей церкви, например, общины в берлинском районе Фридрихсфельде, открытой 1 февраля 1935 года.
3 марта 1935 года вновь учреждённый из участников общин Исповедующей церкви Окружной церковный съезд избрал Грюбера своим доверенным лицом. Так как суперинтендант окружной церкви Людвиг Айтер не хотел открыто принадлежать к Исповедующей церкви, задачи окружного священника перенял Генрих Грюбер. С тех пор крепкая дружба связала его с Мартином Нимёллером, одним из самых известных противников нацизму в Германии.
В то время, когда Грюбер не мог сам проповедовать по воскресеньям, он заботился о том, чтобы найти замену из рядов служителей Исповедующей церкви. Так, когда в августе вместо Грюбера проповедовал его коллега из района Кёпеник пастор Нойманн и критически высказался против антисемитизма национал-социалистов, на него сразу же донесли в совет церковной общины.
По случаю ремилитаризации Рейнской области Гитлер издал распоряжения о проведении новых выборов в Рейхстаге 29 марта 1936 года. 29 марта было вербным воскресеньем, традиционным днём, когда у протестантских евангелистов принято посвящать молодёжь в конфирманты. Вильгельм Цёльнер (нем. Wilhelm Zoellner), который с 1935 по 1937 гг. руководил Комитетом по делам протестантской церкви Третьего рейха, рассматривал проведение выборов как «недружелюбный акт» по отношению к немецкому протестантизму. В то же время он готов был идти на компромиссы и обратился с ходатайством в Германский трудовой фронт (DAF), чтобы отложить начало обязательных полевых работ для молодых людей. Но Германский трудовой фронт отклонил ходатайство.
Руководство всегерманской Исповедующей церкви считало, что общины и пасторы должны провести конфирмацию как положено, в вербное воскресенье, которое в 1936 году выпало на 29 марта. Как правило, на праздники по случаю конфирмации приезжали родственники и крёстные со всей страны. В то же время присутствие отцов и родственников конфирмантов в качестве волонтёров или членов партии требовалось на выборах национал-социалистов. Лидеры национал-социалистов опасались низкой явки на выборах и в связи с этим объявили конфирмацию 29 марта делом политического значения.
В результате только несколько пасторов осмелились провести конфирмацию в вербное воскресенье 29 марта, и Грюбер был одним из 13 таких пасторов в Берлине. За это Грюбера очернили в Консорциуме. Руководитель окружной группы партии NSDAP в Каульсдорфе, одной из самых старых в восточных округах Берлина, пригрозил Грюберу позаботиться о том, чтобы тот попал в концентрационный лагерь.
В 1936 году кальвинистская община избрала проживающего в Берлине Генриха Грюбера с его голландскими корнями своим пастором, в должности которого он и оставался вплоть до своего ареста в 1940 году. В 1937 году Гестапо в первый раз арестовало Генриха Грюбера. Обоснования для ареста Гестапо не предоставило, но можно предполагать, что поводом к нему послужили «рассылки писем протестантским семьям в Каульсдорфе». В них Грюбер, помимо всего прочего, высказывается против преобразования больницы для душевнобольных в государственную школу совместного обучения.

### Бюро Грюбера
Уже с середины 1930х годов к Генриху Грюберу как к духовному пастору голландских протестантских христиан в Берлине постоянно поступали просьбы о помощи с иммиграцией. Таким образом, ему стала ясна потребность в иммиграции христиан еврейского происхождения, за которых он подавал ходатайства в различные ведомства и даже руководству собственной церкви. Официальные протестантские окружные церкви отказывали в помощи прихожанам еврейского происхождения, несмотря на то, что примерно 80 процентов из них были неарийскими немецкими христианскими протестантами.

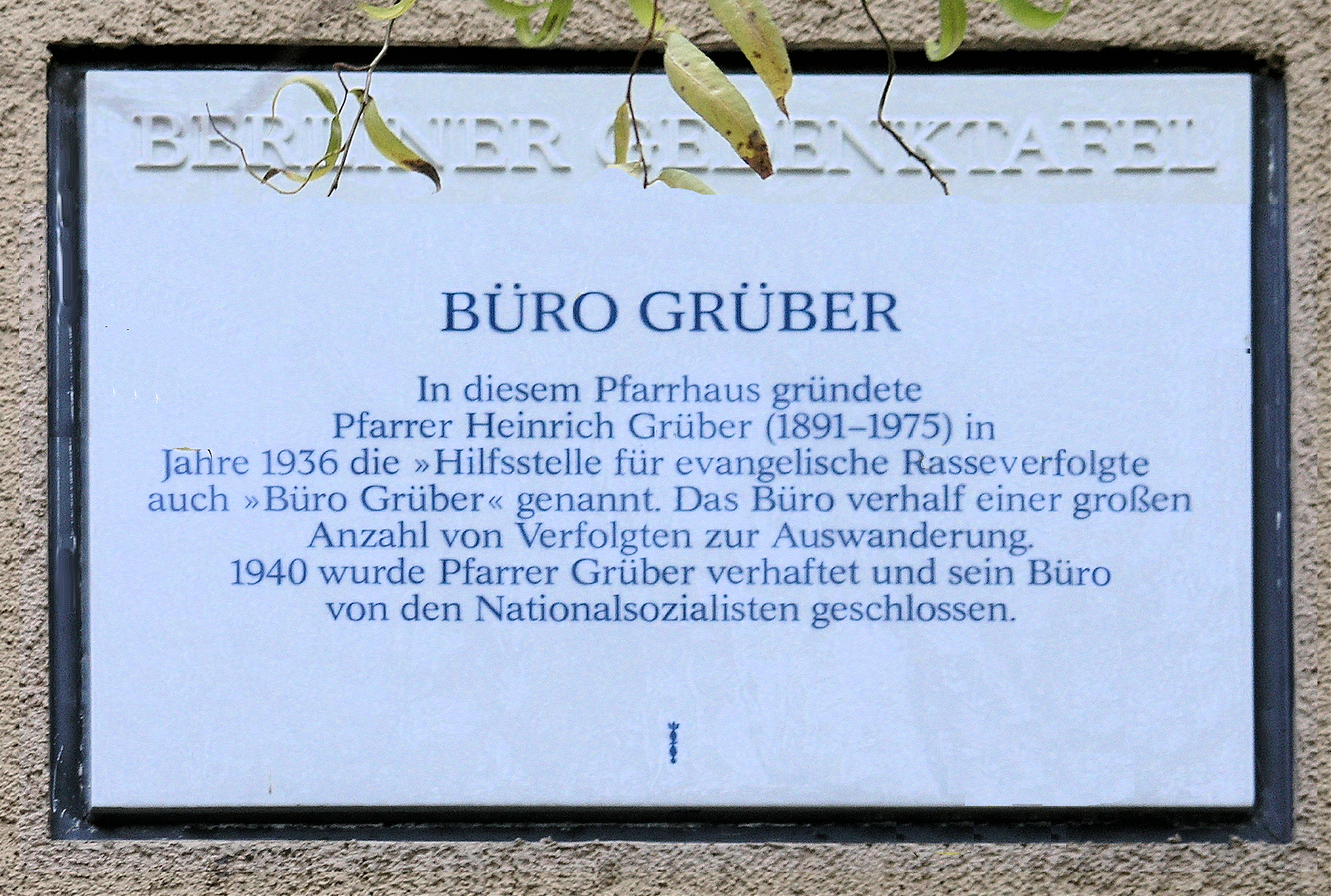
Мемориальная доска на доме по адресу Hortensienstrasse 18, в котором находилось Бюро Грюбера

Но только в 1938 году Генриху Грюберу удалось открыть так называемое «Бюро Грюбера» (нем. Büro Grüber), призванное поддерживать иммиграцию немецких христиан еврейского происхождения, а также других обращающихся к нему евреев. Название «Бюро Грюбера» присвоило организации Гестапо. В официально выданном документе бюро обозначается как «Центр помощи неарийским христианам». Финансирования на содержание бюро не выделялось, и семья Грюбера пожертвовала наследство в виде акций немецкого конгломерата IG Farben на финансирование аренды и деятельности бюро. Большинство сотрудников бюро преследовались Гестапо просто на основании их происхождения.
В Хрустальную ночь с 9 на 10 ноября 1938 года многие мужчины еврейского происхождения скрывались от грозящих им арестов именно в доме пастора Грюбера в Каульсдорфе. Грюбер организовал им укрытие в садовых домиках близлежащего дачного посёлка. Позднее он так рассказывал об этих событиях: «9 ноября я видел, как евреев избивали в городе, а их магазины грабили. Вечером этого дня, и в последующие дни и недели с помощью моей семьи, викария и верных членов общины мы старались найти убежище тем страждущим, кто постучался в наш дом. Ночью преследуемые приходили уже десятками — они просто боялись оставаться в своих квартирах. Мы прятали их по большей части в пригородных огородных участках в северной и восточной частях Каульсдорфа. Многие люди просто, в стороне, наблюдали за происходящим 9 ноября».
Тем, кому повезло меньше, были арестованы и выпущены на свободу только при условии, что они незамедлительно покинут Германию. В связи с этим ходатайства о визах для них стало главным заданием Бюро Грюбера. Почти все пасторы с еврейскими корнями были отправлены в концентрационные лагеря. Немецкие христианские окружные церкви предпочли не вызволять заключённых из концентрационных лагерей. Вместо них этим занимались Грюбер и епископ Георг Бель (нем. George Bell)).
После официального признания Бюро Грюбера властями национал-социалистов сам Грюбер неоднократно получал визы на выезд и посещал Нидерланды и Великобританию, где он вёл переговоры о принятии беженцев из Германии. В связи с этим Грюбер почти не находил времени на ведение протестантской общины Каульсдорфа.
В сентябре 1939 года Бюро Грюбера перешло под контроль Адольфа Эйхмана. Во время очередных переговоров об иммиграции Эйхман спросил Грюбера: «Объясните мне причину, по которой Вы помогаете этим евреям. У Вас нет никаких еврейских родственников. Вы не обязаны защищать этих людей. Никто Вам никогда не скажет спасибо! Я не понимаю, почему Вы это делаете!» Грюбер ответил ему: «Вы знаете дорогу из Иерусалима и Иерихон! На этой дороге однажды лежал ограбленный и избитый еврей. Один самаритянин, не связанный с евреем ни расой ни религией, пришёл и помог ему. Господь, единственно от которого я принимаю повеления, сказал мне: Иди, и делай то же самое».

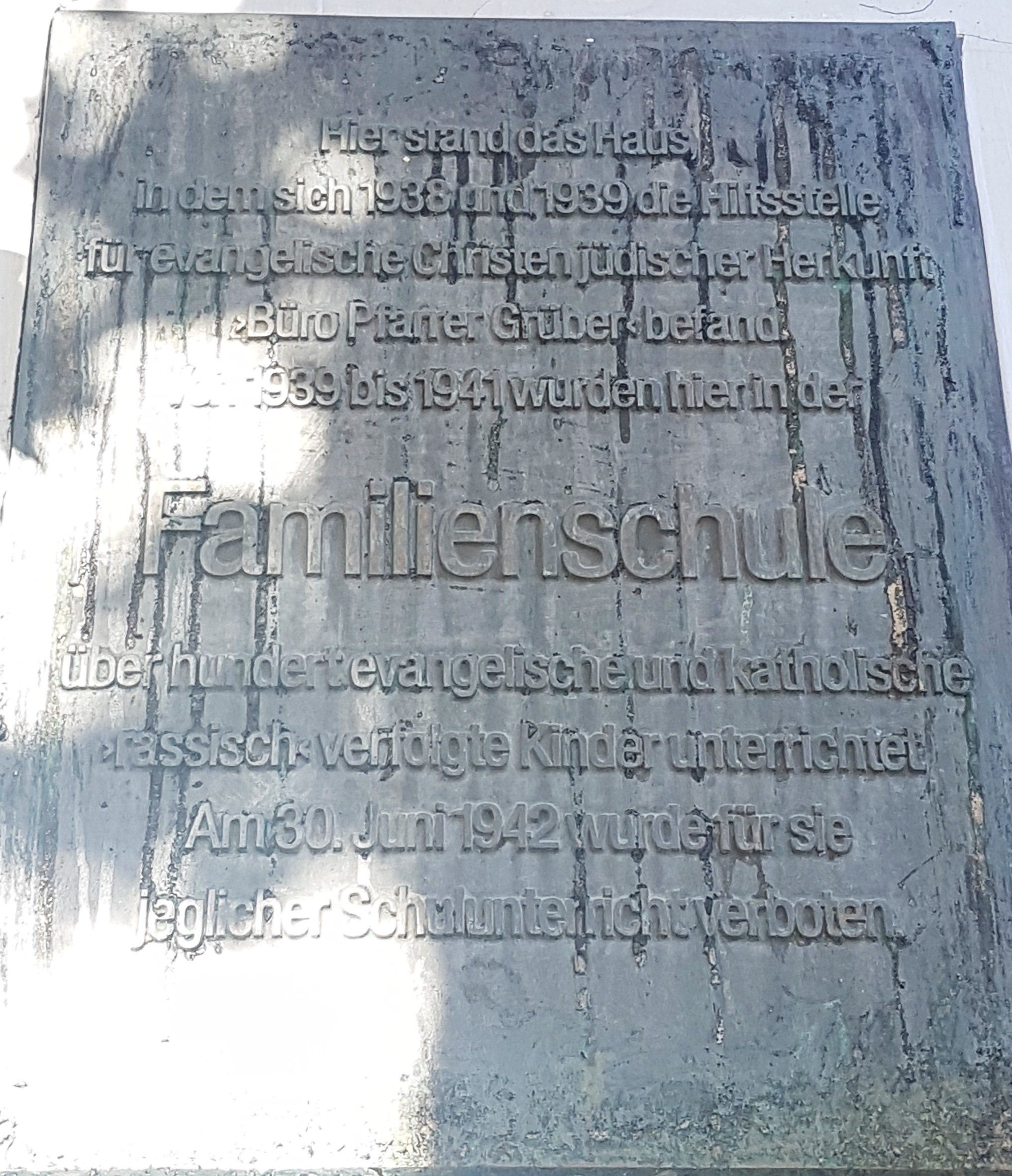
Мемориальная доска на доме Nr. 20 по Ораниенбургерштрассе, в котором временно располагалось Бюро Грюбера

Осенью 1939 года преследование приняло новые формы. Национал-социалисты увозили еврейских и австрийских граждан с еврейскими корнями в оккупированную Польшу. 13 февраля 1940 года подобная же судьба постигла 1200 евреев из округа Штеттин — их депортировали в Люблин. Об этом сообщил Грюберу комендант Вермахта города Люблина. Грюбер выразил протест против этой акции в каждой высшей инстанции вплоть до прусского министр-президента Германа Геринга, который на некоторое время запретил депортации из Пруссии. Гестапо предостерегло Грюбера более не вступаться за депортируемых. Депортируемым не разрешалось возвращаться обратно.
22-23 октября 1940 года, в рамках «акции Вагнера Бюркеля» (нем. Wagner-Bürckel-Aktion) полицейскими были депортированы 6500 человек из Бадена и Пфальца во французский Гюрс. При помощи деверя Дитриха Бонхёффера Ганса фон Донаньи через органы военной разведки Грюбер получил заграничный паспорт, чтобы отыскать депортируемых в лагере в Гюрсе. Однако, прежде чем он смог выехать, Гестапо арестовало Грюбера 19 декабря этого же года. Пастор Вернер Зюльтен (нем. Werner Sylten), заместитель Грюбера и один из ведущих сотрудников Бюро Грюбера, продолжал руководить деятельностью бюро вплоть до его закрытия.
В первую очередь благодаря непоколебимой работе Генриха Грюбера и сотрудников его бюро в период с 1938 по 1940 гг. из Германии смогли эмигрировать порядка 1138 евреев, принявших христианство, а также их супруги и дети. Но «Еврейский вопрос» в Германии по-прежнему не был разрешён, и Гестапо более не видело смысла терпеть деятельность Бюро Грюбера. Поэтому оно отдало приказ Вернеру Зюльтену закрыть бюро до 1 февраля 1941 года, что он и сделал. Многих сотрудников берлинского бюро Грюбера арестовали в последующие недели и месяцы. Поскольку, согласно Нюрнбергским законам, сотрудники Бюро Грюбера относились к «полноценным евреям», они были депортированы из Германии в концентрационные лагеря и там убиты.

### Арест
По приказу Рейнхарда Гейдриха 19 декабря 1940 года Генриха Грюбера арестовали и двумя днями позднее отправили в Заксенхаузен (концентрационный лагерь). Адольф Эйхман рассказал на организованном против него процессе в Иерусалиме в 1960 году, что предупредительное заключение Грюбера под арест произошло, потому что Грюбер продолжал помогать евреям, несмотря на выданное ранее предупреждение Гестапо. В концентрационном лагере Заксенхаузен Грюбер был старшиной блока (нем. Blockältester) и переводил для нидерландских и фламандских заключённых. В 1941 Грюбера отправили в концентрационный лагерь Дахау в Баварии, в котором он просидел до 1943 года под номером Nr. 27832. Супруге Грюбера удалось получить разрешение для себя и сына Ганса-Рольфа посетить отца в Дахау, чтобы «обсудить важные семейные дела». 18 декабря 1942 года им было разрешено переговорить в течение 30 минут.
Во время одной из полицейских зачисток в Дахау Грюбера так сильно избили двое охранников, что у него были выбиты все зубы. В Дахау Грюбер пережил несколько сердечных приступов и был выпущен на свободу 23 июня 1943 года, после того, как его шурин, промышленник Эрнст Гельмут Витс (нем. Ernst Hellmut Vits) заступился за него перед властями. К этому времени и бывший заместитель Грюбера Вернер Зюльтен был депортирован из Дахау, где он сильно болел и был отправлен в место эвтаназии нацистов, замок Хартхайм, где его впоследствии убили.
После возвращения в Берлин Грюбер вновь перенял руководство своим приходом в Каульсдорфе — в этот раз под чутким наблюдением органов национал-социалистов. В рамках закрытых мероприятий Исповедующей Церкви он рассказывал прихожанам о пережитом в концентрационных лагерях. 22 апреля 1945 года, после оккупации советской армией Берлина, Грюбер собрал отважных приверженцев и отправился навстречу Красной Армии с белым флагом, с надеждой предотвратить кровопролитие.

## Послевоенное время
В первые недели и месяцы после войны происходили многочисленные случаи насилия советскими солдатами над женщинами. В это время Грюбер помогал прятать женщин и девочек. Грюбер общался с первым советским комендантом Берлина Николаем Эрастовичем Берзариным. После краткого назначения мэром Каульсдорфа, который с 1945 года вошёл советский сектор Берлина, 18 мая 1945 года Грюбер был назначен заместителем управляющего Совета по церковным вопросам. Это назначение принесло Грюберу 21 мая русско-немецкий пропуск, который позволил ему свободно передвигаться по городу, транспортная система которого в то время была полностью разрушена, а также уберёг его от грабежей. 9 июля Грюберу вручили и документ, освобождавший его от запретов комендантского часа, которые были действительны для всех немецких жителей.

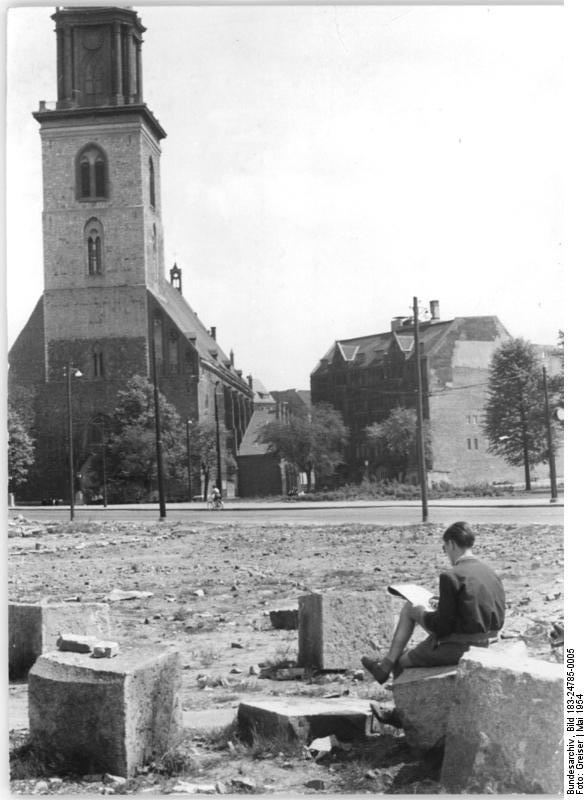
Протестантская церковь Святой Марии (слева) и «Дом пастора Грюбера» (справа)

После окончания войны Грюбер вновь открыл своё бюро, чтобы теперь помогать уже тем, кто пережил Холокост, был депортирован или дискриминирован и скрывался от преследования в годы национал-социалистов. Сначала его бюро находилось в диаконисском доме милосердия (нем. Diakonissenkrankenhaus Bethanien) в берлинском районе Кройцберг. 15 июля 1945 года Отто Дибелиус, временно руководивший протестантской церковью в старопрусском Союзе и в «Церковной провинции земли Бранденбург», назначил Грюбера на должность старшего пастора во вновь формируемые церковные органы. 8 августа этого же года во время праздничной церемонии в едва отчищенной от бомбёжек Церкви Святой Марии Генрих Грюбер был введён в должность старшего пастора церквей Святой Марии и Николаикирхе. Оба пасторских округа находились в тогдашнем восточном секторе Берлина. На этом закончилась пасторская деятельность Грюбера в Каульсдорфе.
Генрих Грюбер стал одним из соучредителей Христианско-демократического союза Германии (ХДС). В 1948 году ему присвоили почётное звание кандидата наук Берлинского университета имени Гумбольдта.
В 1949 году «Бюро Грюбера», тем временем официально переименованное в «Протестансткий пункт помощи бывшим преследуемым», переехал в более подходящее помещение на Вальтраудштрассе 4а в западно-берлинском районе Целендорф. В этом же году семья Грюберов переехали в Западный Берлин в район Далем. С тех пор Грюбер ездил через весь город на свою работу в общинный дом Церкви Святой Марии, расположенный тогда в центре Берлина на Бишофштрассе.
В начале 1950х годов был открыт и дом престарелых «Дом Генриха Грюбера» для пожилых людей, преследуемых в годы национал-социализма. В 1957 году «Протестансткий пункт помощи бывшим преследуемым» был преобразован в фонд Генриха и Маргареты Грюбер. Его целью было помогать обедневшим беженцам и вернувшимся на родину жертвам режима, найти кров, социальное обеспечение и заботу.

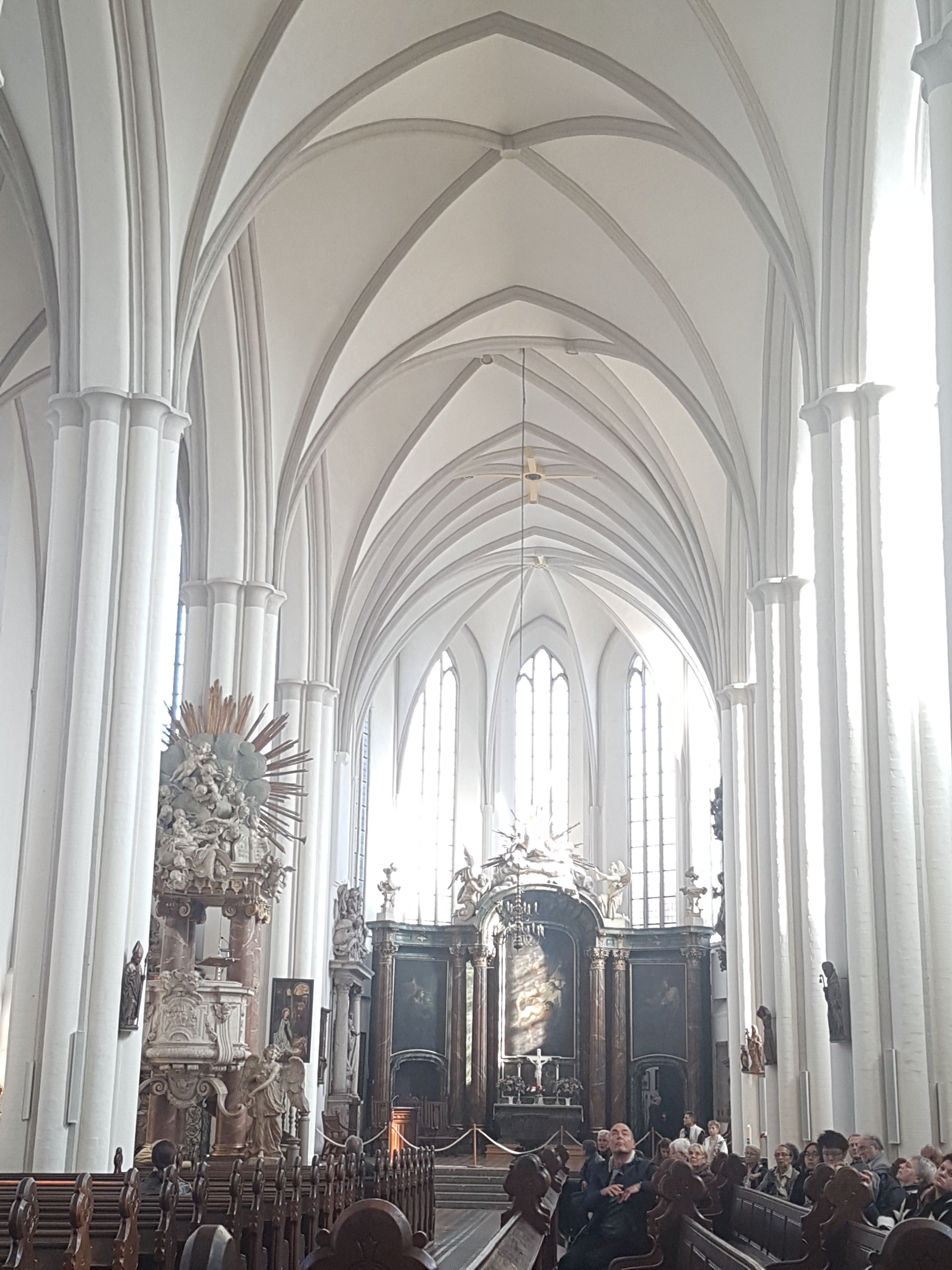
Церковь Святой Марии на Александерплац в Берлине

Благодаря своим контактам с бывшими коммунистическими заключёнными из концентрационного лагеря Дахау, с 1949 года Грюбер в качестве главного уполномоченного Совета Протестанткой Церкви в Германии (EKD) мог оказывать влияние на членов правительства ГДР, чтобы в первые годы смягчить возрастающие там антицерковные репрессии (см. дело против Юной Протестантской Общины (нем. Junge Gemeinde)). С 1956 года «Дом Пастора Грюбера» располагался уже по адресу Вишофштрассе 6-8 (также Marienkirchhof 7-8). Однако одна единственная проповедь политического содержания в 1953 году пошатнула политические позиции Грюбера и после смерти руководителя партии ХДС в ГДР Отто Нушке (нем. Otto Nuschke) в 1957 году, уже в мае 1958 года правительство ГДР прекратило отношения с Грюбером.
После возведения берлинской стены в 1961 году власть имущие запретили Грюберу въезд в ГДР, так что он более не мог выполнять свои обязанности пастора. На западе Берлина и во время своих многочисленных поездок он продолжал проповедовать о христианско-еврейском понимании и дружбе. Он проповедовал против гонки вооружений и против Холодной войны, вместе с её атомной угрозой.
Грюбер был учредителем и членом попечительского совета Общества Христианско-Еврейского Сотрудничества в Берлине. На процессе против Адольфа Эйхмана в 1961 году в Иерусалиме Грюбер был единственным свидетелем без еврейских корней, дававшим публичные показания против обвинённого. Грюбер интересовался работой Христианской мирной конференции (нем. Christliche Friedenskonferenz) и также частично являлся её членом, а в 1964 году принял участие во Всехристианском Съезде Мира в Праге. В 1965 году ему была вручена медаль Карла Осецкого за заслуги в области защиты прав человека. В 1966 году он был избран почётным президентом Германо-Израильского Общества. В 1965 году фонд Грюбера открыл на своей территории в Целендорфе больницу и дом для престарелых имени Маргареты Грюбер.
Свои мемуары «Воспоминания из семи десятилетий» Генрих Грюбер опубликовал в 1968 году. 8 мая 1970 года, к 25-летию немецкой капитуляции ему было присуждено звание Почётного гражданина Берлина. Грюбер умер в 1975 году в результате сердечной недостаточности в доме в Западном Берлине и был с почестями похоронен на протестантском кладбище на Мюллерштрасе в Берлине. Его супруга Маргарете руководила деятельностью Фонда вплоть до своей смерти 17 декабря 1986 года.

## Интерпретации и дискуссии
По мнению сына Генриха Грюбера Хартмута, только его заключение в концентрационных лагерях и события 20 июля 1944 года отдалили Грюбера от принятого тогда в его кругах восприятия национальности и национального. 12 августа 1938 года Грюбер давал присягу в верности Гитлеру и подстраивался под режим тем, что позднее подписывал все официальные письма формулой приветствия «Heil Hitler». Исследователь Дитер Винклер считает это тактическими действиями и уступками. В условиях диктаторского режима можно достичь своих целей, только если идти ему в чём-либо навстречу.
Несмотря на свои деяния Грюбер считал убийства евреев нацистами Божьим наказанием для них.

## Семья
Генрих Грюбер и Маргарете Витс (1899—1986), дочь бывшего Епископа земли Ноймарк и Нидерлаузитц Эрнста Августа Витса (нем. Ernst August Vits) поженились 27 мая 1920 года. В браке родилось трое детей — доктор Ингеборг Грюбер (1921—2000), пастор Эрнст-Хартмут Грюбер (1924—1997), и юрист Ганс-Рольф Грюбер (1925—2015).

## Награды

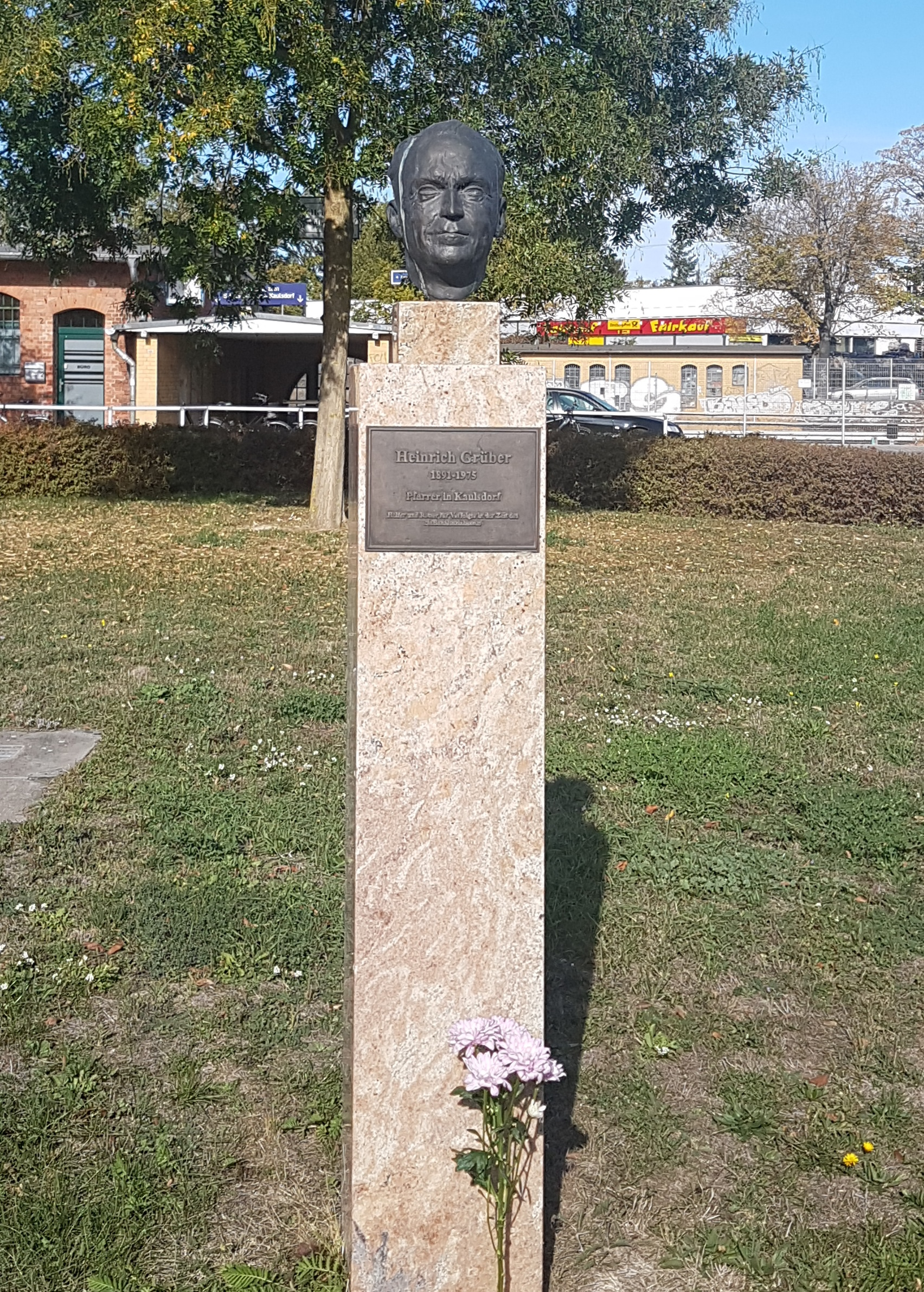
Бюст Генриха Грюбера в берлинском районе Каульсдорф

- Бюст Генриха Грюбера в берлинском районе Каульсдорф16 июля 1948 — Почётная степень теологического факультета Берлинского университета имени Гумбольдта
- примерно 1950 — У дома престарелых «Дом Генриха Грюбера» в 1959 году появляется новое здание
- 12 мая 1956 — Почётная степень факультета Комениуса Пражского университета
- 24 июня 1956 — Епископ Отто Дибелиус переименовал общинный дом Церкви Святой Марии, расположенный по адресу Bischofstraße 6-8, в «Дом пастора Грюбера»[38] Anfang der 1960er Jahre wurde es im Zuge des Abrisses fast aller verbliebenen Vorkriegsbauten des Marienviertels abgetragen[33].
- 18 октября 1961 — Создание леса имени Генриха Грюбера в Яд ва-Шем Иерусалиме
- 1962 — Почётная степень теологического факультета Dr. h. c. der Wagner Lutheran College, Staten Island, New York City
- 28 июля 1962 — Почётная степень теологического факультета Theological Brethren Church Faculty in Chicago
- 10 октября 1962 — Почётная степень факультета Human Letters by the Hebrew Union College, New York City
- 1963 — Орден 1-го класса, Крест за заслуги перед Федеративной Республикой Германии (нем. Bundesverdienstkreuz)
- 28 июля 1964 — Признание Грюбера праведником народов мира в Яд ва-Шеме[39]
- 21 июня 1966 — Юлиана Нидерланды, королева Нидерландов посвятила Грюбера в «Команданты Ордена Оранских-Нассау»

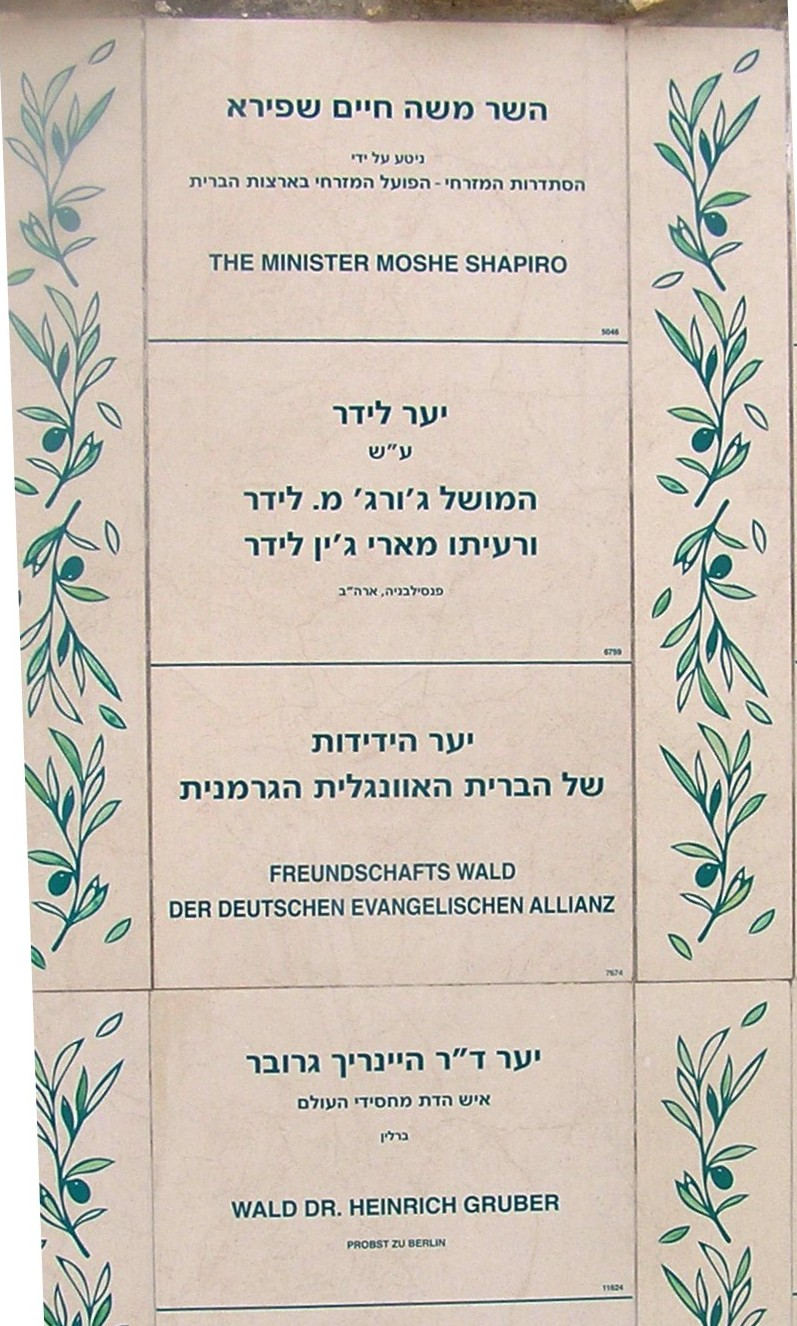
Лес имени Генриха Грюбера в Яд ва-Шеме в Иерусалиме

- 9 декабря 1965 — Медаль Карла Осецкого (нем. Carl-von-Ossietzky-Medaille) за вклад в защиту прав человека
- 1966 — Почётный президент Немецко-израильского общества
- Январь 1967 — Медаль им. Альберта Швайцера, вручённая Международным фондом Альберта Швайцера в Амстердаме
- 1968 — Серебряная медаль Еврейского агентства Израиля
- 1970 — Медаль Лютера Протестантской церкви в Берлине-Бранденбурге
- 8 мая 1970 — Занесение в список Почётных граждан Западного Берлина
- 1971 — Золотой крест Diakonisches Werk
- 31 марта 1971 — Признание «Защитником свободы» в штаб-квартире США в Западном Берлине
- 1975 — Почётная могила на кладбище протестантской общины Берлинского собора на Мюллерштрассе
- 24 июня 1991 — Переименование Hönower Straße в улицу им. Генриха Грюбера в берлинском районе Каульсдорф[40]
- 22 декабря 1997 года — Мемориальная доска размещена на Церкви Христа (Jesuskirche) в Каульсдорфе[41]
- 2007 — Переименование школы Листер (Stolberg) в «Школу имени Пастора Грюбера» Propst-Grüber-Schule (г. Штольберг)
- С 21 мая 2008 года место работы Грюбера в берлинском районе Каульсдорф также носит его имя (площадь имени Генриха Грюбера)

## Публикации
- Nicht nebeneinander — Miteinander! (mit Otto Nuschke), Verlag Deutscher Friedensrat, Berlin 1955.
- Erinnerungen aus sieben Jahrzehnten. Kiepenheuer & Witsch, Köln/Berlin 1968.